# تانی تانی
تانی تانی (به اسپانیایی: Tani Tani) یک کوه در پرو است که در Peru, Puno Region واقع شده‌است. تانی تانی ۴٬۸۰۶ متر بالاتر از سطح دریا واقع شده‌است.